# Monte Tancia
Monte Tancia − najwyższy szczyt Gór Sabińskich we Włoszech, w Apeninach Środkowych.
Administracyjnie należy do gminy Monte San Giovanni in Sabina w prowincji reatyńskiej na terenie Lacjum.